# Woodburn (Kentucky)
Woodburn è un comune degli Stati Uniti d'America, situato nello Stato del Kentucky, nella contea di Warren.